# U-1107
| U-1107                     | U-1107                                                         | U-1107                                                         |
| -------------------------- | -------------------------------------------------------------- | -------------------------------------------------------------- |
|                            |                                                                |                                                                |
|                            |                                                                |                                                                |
|                            |                                                                |                                                                |
| Під прапором               | Третій рейх                                                    | Третій рейх                                                    |
| Спуск на воду              | 30 червня 1944 року                                            | 30 червня 1944 року                                            |
| Виведений зі складу флоту  | 30 квітня 1945 року                                            | 30 квітня 1945 року                                            |
| Сучасний статус            | затоплений                                                     | затоплений                                                     |
| Проєкт                     |                                                                |                                                                |
| Тип ПЧ                     | Торпедний ДПЧ                                                  | Торпедний ДПЧ                                                  |
| Основні характеристики     |                                                                |                                                                |
| Швидкість (надводна)       | 17,7 вузлів                                                    | 17,7 вузлів                                                    |
| Швидкість (підводна)       | 7,6 вузлів                                                     | 7,6 вузлів                                                     |
| Робоча глибина занурення   | 120 м                                                          | 120 м                                                          |
| Гранична глибина занурення | 250 м                                                          | 250 м                                                          |
| Екіпаж                     | 44 осіб                                                        | 44 осіб                                                        |
| Розміри                    |                                                                |                                                                |
| Довжина найбільша (по КВЛ) | 67,1 м                                                         | 67,1 м                                                         |
| Ширина корпусу найб.       | 6,2 м                                                          | 6,2 м                                                          |
| Висота                     | 9,6 м                                                          | 9,6 м                                                          |
| Середня осадка (по КВЛ)    | 4,70 м                                                         | 4,70 м                                                         |
| Водотоннажність надводна   | 769 т                                                          | 769 т                                                          |
| Озброєння                  |                                                                |                                                                |
| Артилерія                  | одна палубна гармата калібру 88-мм, одна 20-мм зенітна гармата | одна палубна гармата калібру 88-мм, одна 20-мм зенітна гармата |
| Торпедно- мінне озброєння  | 4 носових і один кормовий ТА. 14 торпед                        | 4 носових і один кормовий ТА. 14 торпед                        |

U-1107 — німецький підводний човен типу VIIC/41 часів Другої світової війни.
Замовлення на будівництво човна було віддане 2 квітня 1942 року. Човен був закладений на верфі суднобудівної компанії «Nordseewerke» у місті Емден 20 серпня 1943 року під заводським номером 229, спущений на воду 30 червня 1944 року, 8 серпня 1944 року увійшов до складу 8-ї флотилії. Також за час служби входив до складу 11-ї флотилії. Єдиним командиром човна був капітан-лейтенант Фріц Пардун.
Човен зробив 1 бойовий похід, в якому потопив 2 судна (загальна водотоннажність 15 209 брт).
30 квітня 1945 року потоплений в Біскайській затоці західніше Бреста (48°12′ пн. ш. 05°42′ зх. д. / 48.200° пн. ш. 5.700° зх. д.) торпедою американського бомбардувальника «Ліберейтор». Всі 37 членів екіпажу загинули.

## Потоплені та пошкоджені кораблі[3]
| Назва              | Тип        | Належність      | Дата           | Тоннаж (БРТ) | Вантаж                                                            | Статус    | Місце                                                      |
| Cyrus H. McCormick | суховантаж | США             | 18 квітня 1945 | 7 181        | 6 384 т кранів, інженерного обладнання, локомотивів та вантажівок | потоплено | 47°47′ пн. ш. 06°26′ зх. д. / 47.783° пн. ш. 6.433° зх. д. |
| Empire Gold        | танкер     | Велика Британія | 18 квітня 1945 | 8 028        | 10 278 т берзину                                                  | потоплено | 47°47′ пн. ш. 06°26′ зх. д. / 47.783° пн. ш. 6.433° зх. д. |